# Gottfrid Westling
Bror Gottfrid Wilhelm Westling, född den 26 november 1844 i Linköping, död där den 24 mars 1925 i Linköping, var en svensk skolman och historiker. 
Westling blev student vid Uppsala universitet 1863, filosofie doktor där 1872, adjunkt vid folkskollärarseminariet i Linköping 1879 och rektor där 1897–1910. Han utgav bland annat Om svenska riksrådets ställning efter statshvälfningen 1772 (1872), Metodik för undervisningen inom folkskolan (1893; 3:e upplagan 1910), Hufvuddragen af svenska folkundervisningens historia (med statsanslag, 1900), Svenska folkskolan efter år 1842 (1911) och Ur Linköpings stifts historia 1593–1842 (1919). Westling var ledamot av kyrkomötet 1903.
Westling är begravd på Norra griftegården i Linköping. Han var bror till prästen och historikern Fredrik Westling (1850–1926).